# ابن الحريري
ابن الحَريري هو أحمد بن علي بن المغربي، مؤرخ مغربي، ولد في سنة 1520م في مدينة الرباط في عصر دولة الوطاسيين.

## مخطوطاته
سمَّى له بروكلمن مخطوطتين إحداهما:
- (الإعلام والتبيين في خروج الفرنج على بلاد المسلمين) وهي في تاريخ الحروب الصليبية، ونسخته مصورة في التيمورية (2286 تاريخ).
- (منتخب الزمان في تاريخ الخلفاء والعلماء والأعيان) كتبت سنة 962 هـ وهي في وفيات سنة 704 - 752 هـ مصورة في التيمورية أيضًا (2405 تاريخ).[2]

وله مخطوطات أخرى:
- (مراقي المجد لآيات السعد - خ) في خزانة الرباط (812 د).
- (حاشية على السنوسية الكبرى - خ) في خزانة الرباط (2249 كتاني) في العقائد.
- (فهرسة - خ) في أسماء شيوخه وشيوخهم.

## كتبه
له مؤلفات عديدة منها:
- (يواقيت الأحكام فيما يتعلق بقواعد الإسلام).
- (القطب عند الصوفية - خ) في خزانة الرباط (المجموع 112 ك).
- (لامية في التصوف - خ) في خزانة الرباط (المجموع 112 ك).
- (قصائد في التصوف -خ) في خزانة الرباط (المجموع 112 ك).
- (رسالة - خ) في خزانة الرباط (المجموع 112 ك).
- (نصيحة كافية - خ) في خزانة الرباط (المجموع 112 ك).
- (ثلاث رسائل - خ) في خزانة الرباط (المجموع 112 ك).
- (شرح رموز في التصوف - خ) في خزانة الرباط (المجموع 112 ك).

## وصلات خارجية
مخطوطات ابن الحَريري الأخرى في كتاب الأعلام لخير الدين الزركلي.